# Bernhard Zimniok
Bernhard Zimniok (ur. 21 czerwca 1953 w Schnaittenbach) – niemiecki polityk, wojskowy i przedsiębiorca, deputowany do Parlamentu Europejskiego IX kadencji.

## Życiorys
Kształcił się w zawodzie technika radiowego i telewizyjnego, następnie studiował inżynierię komunikacyjną podczas służby w Bundeswehrze. Był zawodowym wojskowym, odszedł ze służby po piętnastu latach w stopniu podpułkownika. Pracował w ambasadach Niemiec w Syrii i Pakistanie jako specjalista do spraw politycznych, był członkiem rady dyrektorów szkoły międzynarodowej ISOI w Islamabadzie. Później prowadził własną działalność gospodarczą w ramach spółki prawa handlowego, zajmującej się konsultingiem w dziedzinie kryptografii i oprogramowania dla projektów wojskowych i cywilnych, a także przy projektach energetycznych w Afryce.
W 2015 zaangażował się w działalność polityczną Alternatywy dla Niemiec w Bawarii. W wyborach w 2019 z listy AfD uzyskał mandat eurodeputowanego IX kadencji.